# Near Instantaneous Companded Audio Multiplex
System NICAM – system nadawania cyfrowego dźwięku stereofonicznego (10 bit ADPCM, 32 kHz) w telewizji analogowej, stosowany m.in. w Polsce.
Jego nazwa wzięła się od słów z języka angielskiego Near Instantaneous Companded Audio Multiplex, co oznacza, że ten system realizuje transmisję dwóch niezależnych kanałów dźwiękowych. Kanały te mogą składać się na sygnał stereofoniczny, stanowić dwie oddzielne ścieżki dźwiękowe lub przenosić dane z przepustowością 352 kb/s każdy. Odbiornik telewizyjny przystosowany do odbioru tych sygnałów powinien być wyposażony w demodulator DQPSK i dekoder sygnału NICAM.
Sygnał nośny fonii zmodulowany sygnałem cyfrowym trafia do odbiornika, gdzie po detekcji obrazu uzyskuje się dwa sygnały fonii: zmodulowany analogowo (AM lub FM) sygnał dźwięku monofonicznego na podnośnej 5,5 lub 6,5 MHz, oraz sygnał o częstotliwości 5,85 MHz zmodulowany fazowo sygnałem cyfrowym. Sygnał zmodulowany fazowo zostaje poddany demodulacji w układzie detektora synchronicznego. Regenerator podnośnej fonii Fo służy do odtworzenia w odbiorniku podnośnej zgodnej w fazie z fazą podnośnej nadawanej.
Tak przetworzony sygnał trafia do dekodera NICAM, gdzie następuje korekcja błędów, odszyfrowanie danych, rozdzielenie na dwa sygnały cyfrowe PCM, a na końcu przetworzenie tych sygnałów na dwa sygnały analogowe – lewy i prawy.
Sygnał cyfrowy po demodulacji i przemianie zostaje poddany procesowi dekodowania w dekoderze NICAM. Dekoder odtwarza 14-bitowe słowa dla każdego kanału, przetwornik C/A przetwarza sygnały cyfrowe na analogowe lewego i prawego kanału. Następnie za pomocą filtru z akustyczną falą powierzchniową następuje rozdzielenie sygnałów p.cz. wizji i fonii. Po przejściu sygnału przez demodulator p.cz. fonii powstają częstotliwości różnicowe fonii analogowej 6,5 MHz i fonii cyfrowej NICAM 5,85 MHz. Pierwszy z sygnałów (6,5 MHz) trafia do toru monofonicznego FM, a drugi sygnał (5,85 MHz) przechodzi do demodulatora DQPSK, gdzie z sygnału różnicowego 5,85 MHz jest odtwarzany strumień danych szeregowych o szybkości 728 kb/s. Następnie dane są poddawane procesowi deszyfracji, w wyniku czego odtworzone są pierwotne 14-bitowe słowa kodowe. Szyfrowanie w NICAM, w odróżnieniu od nowszych technik nadawania sygnałów cyfrowych, nie służy ochronie praw autorskich; zwiększa ono entropię sygnału cyfrowego upodabniając go do białego szumu i w ten sposób zapobiega zakłóceniom obrazu sąsiednich kanałów telewizyjnych. Przetwornik demultipleksowany C/A dostarcza pierwotne sygnały analogowe do sterowania kanałów stereofonicznego toru dźwiękowego.